# Giulio Petroni
Giulio Petroni (* 21. September 1917 in Rom; † 31. Januar 2010 ebenda) war ein italienischer Drehbuchautor und Filmregisseur.

## Leben
Petroni begann nach der Schulausbildung seine filmische Karriere mit dem Kurzfilm Goethe a Roma und arbeitete als Kolumnist für verschiedene Zeitungen. Nach dem Zweiten Weltkrieg – Petroni hatte als Anhänger der Kommunisten als Partisan teilgenommen – ging er nach Ceylon, wo er das örtliche Filmdepartement leitete und Dokumentarfilme drehte; nach der Rückkehr führte er dies mit einer Reihe von politischen Dokumentarfilmen fort. Auch in seinem Spielfilm-Werk lassen sich politische Themen entdecken – insbesondere der Revolutionswestern Tepepa bietet reichhaltiges Material zur politischen Analyse.
Seine ersten drei Spielfilme drehte er ab 1959; danach arbeitete er für die RAI, bis er 1966 zur großen Leinwand zurückfand und insbesondere im Genre des Italowestern reüssierte. Nach dem zu Ende der 1970er Jahre erfolgten Rückzug aus dem Filmgeschäft wandte sich Petroni der Schriftstellerei zu.
Gelegentlich wurde Petroni unter dem Pseudonym Jeremy Scott gelistet.

## Filmografie (Auswahl)
Regisseur
- 1960: Die Freuden der Junggesellen (I piacere dello scapolo)
- 1967: Von Mann zu Mann (Da uomo a uomo)
- 1968: Tepepa (Tepepa)
- 1968: Amigos (… e per tetto un cielo di stelle)
- 1969: La notte dei serpenti
- 1971: Non commettere atti impuri
- 1972: Providenza! – Mausefalle für zwei schräge Vögel (La vita a volte è molto dura, vero Provvidenza?)
- 1978: La profezia